# Guerre de la Ligue de Cambrai
Pour les articles homonymes, voir Guerres d'Italie et Guerre de la Ligue.
La guerre de la Ligue de Cambrai, également connue entre autres sous les noms de guerre de la Sainte Ligue et quatrième guerre d'Italie, est un conflit majeur des guerres d'Italie. Les principaux protagonistes de cette guerre, qui dure de 1508 à 1516, sont la France, les États pontificaux et la république de Venise. Au cours du conflit, ils sont rejoints par pratiquement toutes les puissances d'importance de l'Europe occidentale, parmi lesquelles l'Espagne, le Saint-Empire romain germanique, le royaume d'Angleterre, le royaume d'Écosse, le duché de Milan, Florence, le duché de Ferrare et les Suisses.
Afin de mettre un frein à l'influence vénitienne en Italie septentrionale, le pape Jules II crée la ligue de Cambrai, une alliance anti-vénitienne l'unissant au roi de France, Louis XII, à l'empereur du Saint-Empire Maximilien Ier et au roi d'Espagne Ferdinand II. Malgré le succès initial de cette Ligue, des désaccords entre le pape et le roi de France provoquent la rupture en 1510 ; Jules II s'allie alors avec Venise contre la France.
En fin de compte, cette alliance entre Venise et le pape grandit pour devenir la Sainte Ligue, qui repousse les Français hors d'Italie en 1512. Cependant, des désaccords sur le partage du butin amènent Venise à rompre avec le pape et à s'allier avec les Français. Les troupes franco-vénitiennes, sous le commandement de François Ier, successeur de Louis XII, regagnent les territoires perdus grâce à leur victoire à Marignan en 1515. Les traités de Noyon et de Bruxelles, qui mettent un terme au conflit l'année suivante, rétablissent plus ou moins les frontières de 1508.

## Prélude au conflit

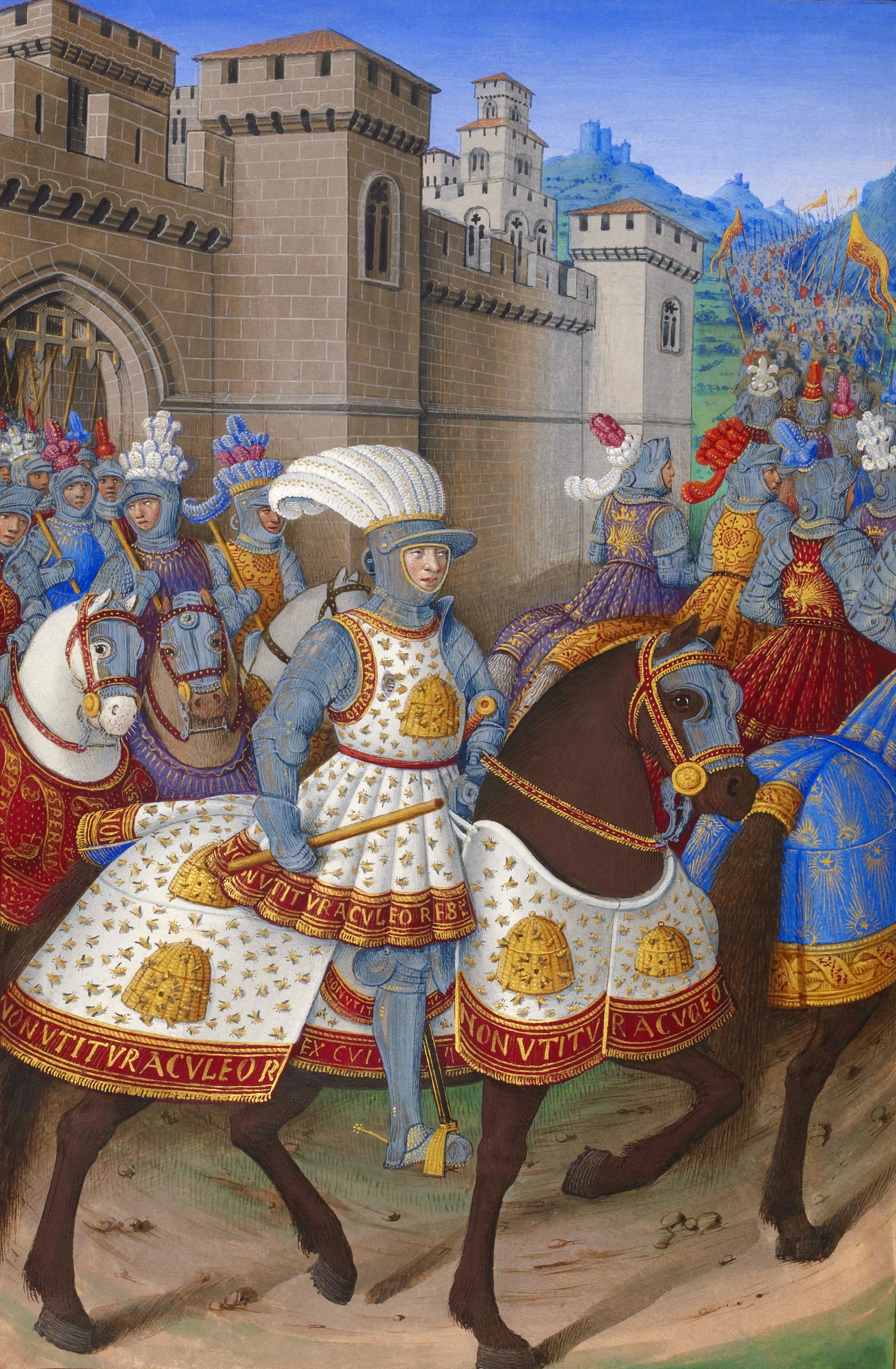
Louis XII quitte Alessandria pour reprendre Gênes en 1507.

Au lendemain de la première guerre d'Italie, le pape Alexandre VI a pu renforcer l'autorité papale en Italie centrale par l'annexion de la Romagne. César Borgia, alors gonfalonnier des armées du pape, chasse la famille des Bentivoglio de Bologne, qu'ils avaient érigée en fief, et s'engage dans la création d'un État sous le contrôle des Borgia lorsque Alexandre VI meurt le 18 août 1503. Même si Borgia peut récupérer à son profit les restes du trésor pontifical, il est incapable de s'établir durablement à Rome, les armées françaises et espagnoles convergeant vers la ville afin d'essayer de faire pression sur le conclave. Avec l'élection de Pie III (qui meurt quelques semaines plus tard et est remplacé par Jules II), Borgia perd tous ses titres et est relégué au commandement d'une compagnie d'hommes d'armes. Sentant l'affaiblissement de l'autorité de Borgia, les seigneurs déchus de la Romagne proposent leur soumission à la République de Venise en échange d'une aide pour reprendre leurs domaines. Le Sénat de Venise accepte leur offre, et fin 1503, un certain nombre de villes, dont Rimini et Faenza, sont prises.
Jules II, après avoir repris le contrôle des armées pontificales par l'arrestation et l'emprisonnement de Borgia, entreprend de rétablir l'autorité papale sur la Romagne en demandant à Venise de lui rendre les cités qu'elle a prises. La République, bien que décidée à reconnaître la souveraineté du pape sur ces villes et payer à Jules II un tribut annuel, refuse de rétrocéder les villes elles-mêmes. En réponse, le pape conclut une alliance avec la France et le Saint-Empire romain germanique contre Venise. Cependant, le décès d'Isabelle de Castille et l'effondrement des relations entre les parties qui en résulte provoquent sa dissolution. Malgré tout, Venise est conduite à abandonner plusieurs des villes. Jules II, insatisfait par ses gains, ne dispose pas des forces nécessaires pour combattre la République. À la place, il entreprend la reconquête de Bologne et de Pérouse qui, situées entre Venise et les États pontificaux, ont entretemps acquis un état de quasi-indépendance.
En 1507, Jules II reconsidère la question des villes sous contrôle vénitien. De nouveau désavoué par le Sénat, il appelle l'empereur Maximilien Ier récemment élu à attaquer la République. Utilisant son couronnement impérial comme prétexte pour un voyage à Rome, il pénètre en territoire vénitien à la tête d'une grande armée en février 1508 et marche sur Vicence, mais il est battu par l'armée vénitienne commandée par Bartolomeo d'Alviano. Lors d'une nouvelle attaque des troupes impériales quelques semaines plus tard, Alviano leur inflige une défaite encore plus grande. De plus, il prend les villes de Trieste et Fiume (aujourd'hui Rijeka), forçant Maximilien Ier à signer une trêve avec Venise.

## La Ligue de Cambrai

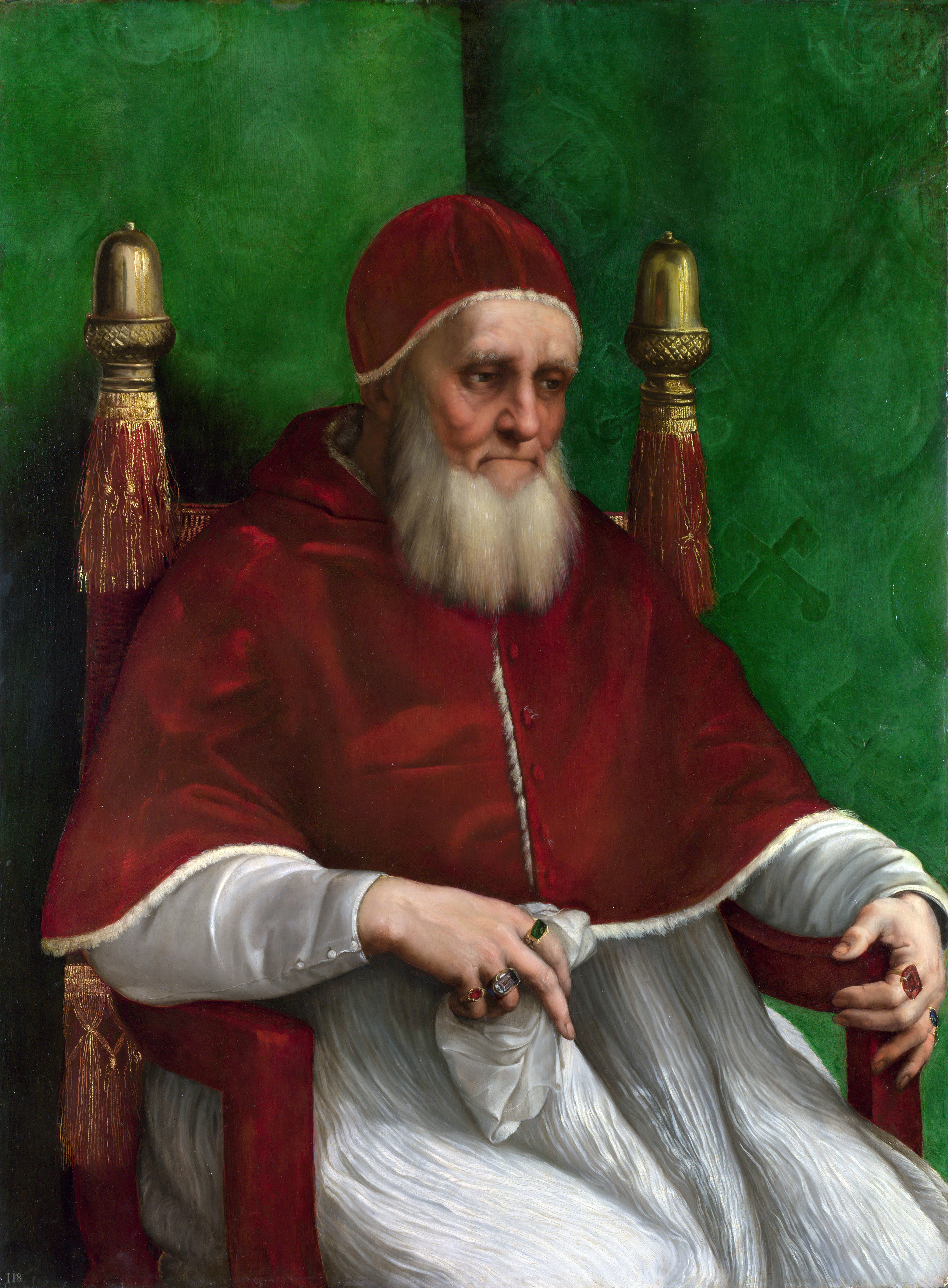
Le pape Jules II, peint par Raphaël (huile sur toile, vers 1511). Jules II tenta d'affirmer l'autorité pontificale en Italie en créant la Ligue de Cambrai, une alliance ayant pour but de mettre un frein au pouvoir de Venise.

Jules II, humilié par l'échec de l'armée impériale, se tourne vers Louis XII de France (qui, ayant conservé la ville de Milan après la seconde guerre italienne, est intéressé par d'autres conquêtes en Italie) afin de conclure une alliance. À la mi-mars, la République lui donne un prétexte en nommant son propre candidat évêque de Vicence (une nomination en accord avec une vieille tradition, bien que Jules II prenne celle-ci comme une provocation personnelle). Le pape appelle toutes les nations chrétiennes à le rejoindre dans une expédition pour soumettre Venise. Le 10 décembre 1508, des représentants de la Papauté, de la France, du Saint Empire Romain, et de Ferdinand II d'Aragon concluent la création de la Ligue de Cambrai contre la République. L'accord prévoit le démembrement complet des territoires vénitiens en Italie et leur redistribution aux différents signataires : Maximilien Ier, tout en recouvrant l'Istrie, devait recevoir Vérone, Vicence, Padoue, et le Frioul ; la France doit annexer Brescia, Bergame, et Crémone à ses possessions milanaises ; Ferdinand II doit prendre Otrante. Le reste des territoires, dont Rimini et Ravenne, serait annexé aux États pontificaux.
Le 15 avril 1509, le roi Louis XII quitte Milan à la tête d'une armée française et entre rapidement en territoire vénitien. Pour s'opposer à son avance, Venise a engagé une armée de condottieres placée sous le commandement des cousins d'Orsini (Bartolomeo d'Alviano et Niccolò di Pitigliano) mais n'a pas pris en compte leur désaccord sur le moyen le plus efficace pour contrer les Français. En conséquence, lorsque Louis XII franchit l'Adda début mai et qu'Alviano s'avance à sa rencontre, Pitigliano, considérant qu'il vaut mieux éviter une bataille rangée, part vers le sud. Le 14 mai, Alviano affronte les Français lors de la bataille d'Agnadel. Surpassé en nombre, il envoie une demande de renforts à son cousin, qui lui répond de rompre la bataille avant de poursuivre son chemin. Alviano passe outre aux nouveaux ordres en poursuivant la bataille ; son armée finit par être cernée et détruite. Pitigliano réussit à éviter la rencontre avec les troupes de Louis XII. Cependant, ses troupes de mercenaires, ayant eu écho de la défaite d'Alviano, ont en grande partie déserté, l'obligeant à se retirer à Trévise avec ce qui reste de l'armée vénitienne.
La débâcle vénitienne est totale, et en Vénétie, Louis XII peut avancer jusqu'à Brescia sans rencontrer de véritable résistance. Les principales villes qui n'ont pas été occupées - Padoue, Vérone, et Vicence - sont laissées sans défense aucune après la retraite de Pitigliano, et elles sont de ce fait rapidement livrées aux émissaires de l'Empereur Maximilien lorsque ces derniers arrivent en Vénétie. Ayant entretemps promulgué un interdit contre Venise, excommuniant tous les citoyens de la République, Jules II envahit la Romagne et prend Ravenne avec l'aide du duc de Ferrare Alphonse Ier d'Este. Ce dernier a rejoint la Ligue et il est désigné gonfalonnier de l'Église le 19 avril ; il entreprend alors la conquête de la Polésine de sa propre initiative.
Les nouveaux gouverneurs impériaux se rendent cependant rapidement impopulaires. À la mi-juillet, les citoyens de Padoue se révoltent avec l'aide de détachements de la cavalerie vénitienne commandée par le provéditeur Andrea Gritti. Les lansquenets constituant la garnison de la ville sont trop peu nombreux pour opposer une réelle résistance, et Padoue repasse sous la coupe de Venise le 17 juillet. Le succès de cette révolte impose à Maximilien d'entrer en action. Une imposante armée impériale, à laquelle se sont joints des corps de troupes françaises et espagnoles, part de Trente pour la Vénétie début août. Les forces impériales ne peuvent atteindre Padoue avant septembre en raison du manque de chevaux et d'une désorganisation générale permettant ainsi à Pitigliano de rassembler les troupes qu'il a encore à sa disposition dans la ville. Le siège de Padoue ne débute ainsi que le 15 septembre. Même si les artilleries françaises et impériales peuvent ouvrir des brèches dans les murailles de la ville, les défenseurs arrivent à conserver la ville jusqu'à ce que Maximilien, s'impatientant, lève le siège le 30 septembre et se retire dans le Tyrol avec la majeure partie de son armée.
À la mi-novembre, Pitigliano reprend l'offensive. Les troupes vénitiennes battent facilement le reste des troupes impériales, prenant alors les villes de Vicence, Feltre et Belluno. Même si par la suite, l'attaque de Vérone est un échec, Pitigliano réussit à anéantir une armée pontificale commandée par François II de Mantoue mais Venise subit une défaite lors de la bataille de Polesella. Il s'agit d'une attaque fluviale de Ferrare par les galères vénitiennes commandées par Angelo Trevisan, flotte dont tous les navires sont coulés par l'artillerie de Ferrare alors qu'ils sont ancrés dans le Pô. Francesco Guicciardini attribue cette victoire décisive à Alphonse d'Este. De plus, une nouvelle avancée française force bientôt Pitigliano à se retirer de nouveau à Padoue.
Faisant face à un manque de moyens et d'hommes, le Sénat décide alors d'envoyer une ambassade au pape afin de négocier un accord. Les conditions de Jules II sont sévères : la République perd son pouvoir traditionnel de nommer les membres du clergé sur son territoire, ainsi que la juridiction sur tous les sujets du pape à Venise, et les cités de Romagne qui ont conduit à la guerre doivent être restituées au pape, avec en plus le remboursement des frais engagés pour les reprendre. Le Sénat discute ces conditions pendant deux mois, puis finit par les accepter le 24 février 1510. Cependant, avant même que les ambassadeurs vénitiens se présentent à Jules II pour l'absolution, le Conseil des Dix a secrètement considéré que ces conditions ont été acceptées sous la contrainte et qu'elles sont de ce fait invalides, et que donc Venise peut les enfreindre à la première occasion.
Cette apparente réconciliation entre Venise et la Papauté n'empêche pas les Français d'envahir de nouveau la Vénétie en mars. La mort de Pitigliano en janvier laisse Andrea Gritti à la tête de l'armée vénitienne, et l'armée française, bien que n'étant pas soutenue par Maximilien, est suffisante pour reprendre Vicence en mai. Gritti renforce la garnison de Padoue en vue d'une attaque combinée des troupes françaises et impériales, mais le roi Louis XII, davantage préoccupé par la mort de son conseiller le cardinal d'Amboise, abandonne ses idées de siège.

## L'alliance entre le pape et Venise

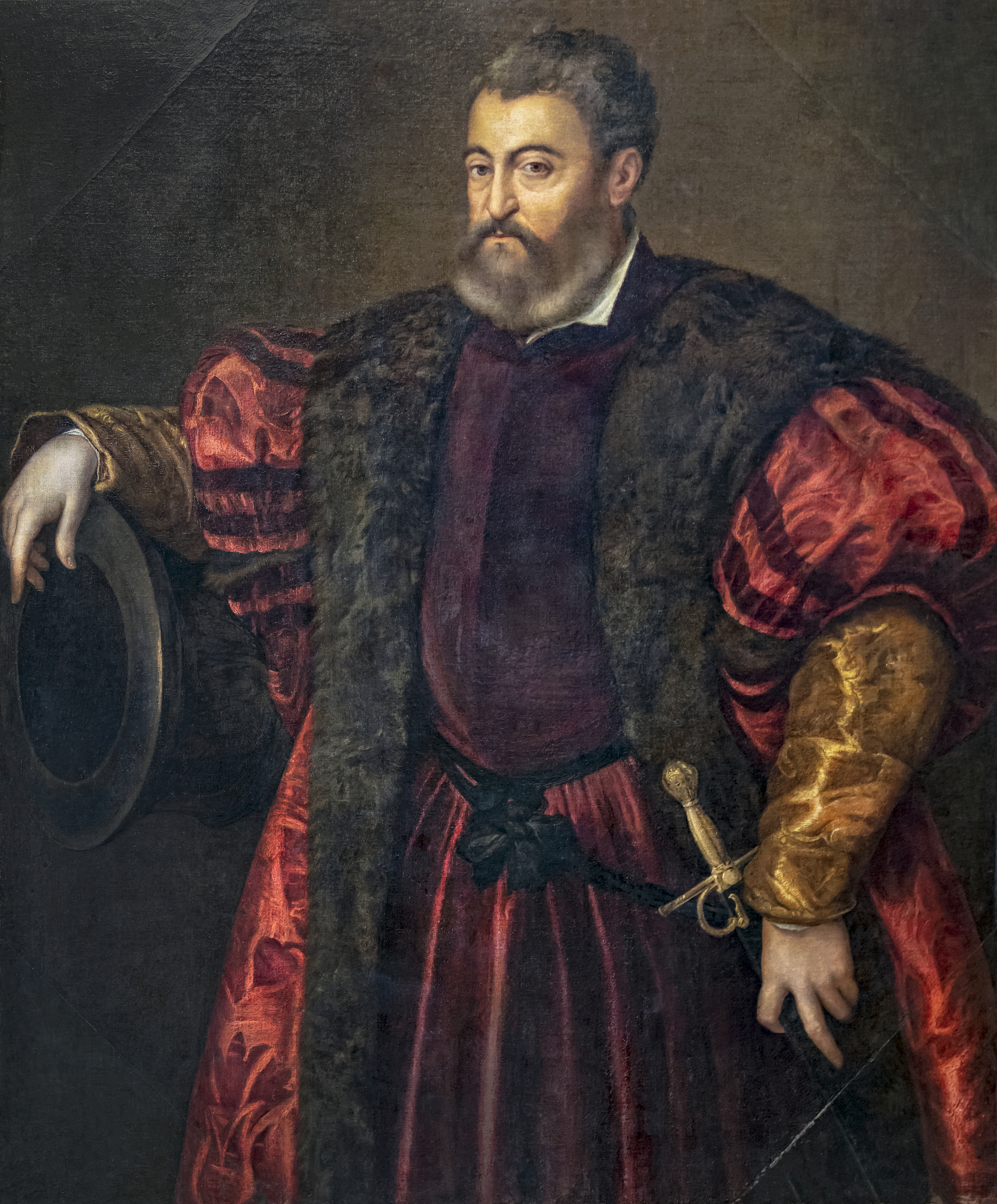
Portrait d’Alphonse Ier d'Este par Le Titien. Excommunié par Jules II, il infligea un certain nombre de défaites aux armées du pape.

Entretemps, Jules II est de plus en plus préoccupé par la présence française grandissante en Italie. Plus important, une discorde s'est instaurée avec Alphonse Ier d'Este en raison d'une licence lui garantissant le monopole du sel dans les États pontificaux et de ses raids incessants contre les forces vénitiennes afin d'assoir sa conquête de la Polésine. Le pape conçoit des plans pour prendre le duché de Ferrare, allié de la France, afin de le rattacher à ses États. Ses propres forces étant insuffisantes pour une telle entreprise, il recrute une armée de mercenaires suisses, lui ordonnant d'attaquer les Français à Milan. Il invite également Venise à s'allier avec lui contre le roi Louis XII. La République, en proie à une nouvelle offensive française, accepte promptement.
À partir de juillet 1510, la nouvelle alliance entre le pape et Venise est fondée sur l'offensive. Une première attaque sur la ville de Gênes, occupée par les Français, est un échec, mais les troupes vénitiennes commandées par Lucio Malvezzo finissent par prendre Vicence aux Français début août. Une force alliée dirigée par François Marie Ier della Rovere, duc d'Urbino, prend Modène le 17 août. Le pape excommunie alors Alphonse Ier d'Este, justifiant ainsi une attaque du duché de Ferrare. Anticipant sa victoire prochaine, Jules II s'établit à Bologne, afin d'être à proximité des terres du duché bientôt conquis.
De son côté, l'armée française ne rencontre aucune résistance de la part des mercenaires suisses, ces derniers, arrivés en Lombardie, étant soudoyés par le roi Louis XII, qui peut ainsi librement avancer vers le sud et le cœur de l'Italie. Début octobre, Charles d'Amboise marche sur Bologne, divisant les troupes pontificales, et le 18 du mois, il n'est plus qu'à quelques kilomètres de la ville de Bologne. Le pape réalise alors que les Bolonais sont ouvertement hostiles à la papauté et qu'ils n'offriront aucune résistance aux Français. N'ayant plus qu'un détachement de cavalerie vénitienne, il excommunie Charles d'Amboise, qui entretemps a été convaincu par l'ambassadeur d'Angleterre d'éviter d'attaquer la personne du pape et se retire donc à Ferrare.
En décembre, une armée pontificale nouvellement constituée assiège la forteresse de Mirandola. Charles d'Amboise, marchant sur celle-ci pour lui porter secours, tombe malade et meurt, laissant momentanément les Français en plein désarroi. Entretemps, Alphonse Ier d'Este, affronte et anéantit les forces vénitiennes sur le Pô, laissant de nouveau la ville de Bologne isolée. Jules II, craignant d'être pris au piège par les Français, quitte la cité pour Ravenne. Le cardinal Alidosi, qui est chargé de commander la défense de la ville, n'est guère plus apprécié par les Bolonais que le pape. Le 23 mai 1511, lorsqu'une armée française commandée par Jacques de Trivulce arrive aux portes de la ville, les habitants se rendent rapidement. Jules II impute la défaite au duc d'Urbino qui, trouvant cela plutôt injuste, assassine Alidosi devant les gardes du pape.

## La Sainte Ligue

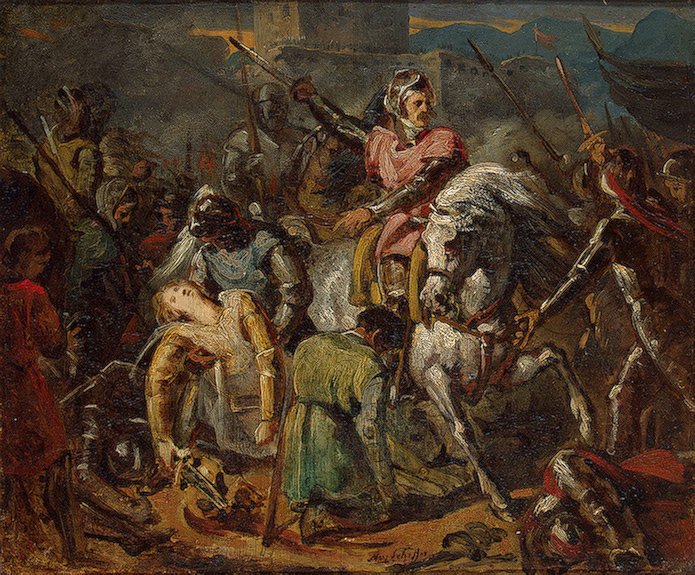
La mort de Gaston de Foix-Nemours pendant la bataille de Ravenne qui amorça une série de défaites successives pour la France

En juin 1511, la majeure partie de la Romagne est aux mains de la France. L'armée pontificale, désorganisée et sous-payée, n'est absolument pas capable d'empêcher Jacques de Trivulce d'avancer sur Ravenne. En réponse à cette débâcle, Jules II proclame une Sainte Ligue contre la France. La nouvelle alliance s'agrandit rapidement, comprenant non seulement l'Espagne et le Saint-Empire romain germanique, qui avaient renoncé à adhérer à la Ligue de Cambrai dans l'espoir de prendre respectivement la Navarre et la Lombardie à Louis XII, mais également Henri VIII d'Angleterre, qui, ayant décidé de profiter de l'occasion pour étendre ses possessions en France septentrionale, conclut le traité de Westminster avec Ferdinand II d'Aragon le 17 novembre 1511, gage d'entraide mutuelle contre la France.
En février 1512, Louis XII nomme son neveu Gaston de Foix-Nemours à la tête des forces françaises en Italie. Foix-Nemours se montre plus énergique que d'Amboise. Ayant enrayé l'avancée des troupes espagnoles de Raimond de Cardona sur Bologne, il retourne en Lombardie pour mettre à sac Brescia, qui s'est révoltée contre les Français et s'est dotée d'une garnison vénitienne. Sachant que la majeure partie de l'armée française serait détournée pour contrer une invasion anglaise imminente, Foix-Nemous et Alphonse d'Este assiègent Ravenne, la dernière place forte encore aux mains du pape en Romagne, avec l'espoir de forcer la Sainte Ligue en un engagement décisif. Cardona marche vers la ville pour lui prêter main-forte, et est battu dans la bataille décisive dite bataille de Ravenne qui s'ensuit et qui a lieu le dimanche de Pâques. La mort de Foix-Nemours lors de la bataille laisse les Français sous les ordres de Jacques II de Chabannes de La Palice qui, ne voulant pas continuer la campagne sans ordres directs du roi, se contente de mettre à sac Ravenne.
En mai 1512, la situation française s'est considérablement dégradée. Jules II a recruté une nouvelle armée de mercenaires suisses. Ils descendent sur Milan, accompagnés de Maximilien Sforza, déterminé à reprendre le contrôle du duché pour sa famille. La Palice abandonne la Romagne (où le duc d'Urbino prend rapidement les villes de Bologne et de Parme) et se retire en Lombardie, tentant de bloquer l'invasion. En août, les Suisses se sont joints à l'armée vénitienne et forcent Jacques de Trivulce à quitter Milan, permettant à Sforza d'être proclamé duc. La Palice doit ensuite se retirer en passant les Alpes.
Fin août, les membres de la Ligue se rencontrent à Mantoue pour discuter de la situation en Italie, en particulier de la partition des terres prises à la France. Ils s'accordent rapidement sur Florence, qui a irrité Jules II en permettant à Louis XII de réunir le concile de Pise sur son territoire. À la demande du pape, Cardona marche en Toscane, écrase la résistance florentine, renverse la République, et installe le cardinal Julien de Médicis comme chef de la cité.
Rentré en France à l'automne, La Palice est aussitôt envoyé en octobre 1512 dans les Pyrénées pour secourir Jean d'Albret, roi de Navarre et allié de Louis XII, qui voit son royaume de Navarre attaqué  militairement depuis juillet par les troupes espagnoles de Ferdinand le Catholique. Disposant d'une armée de 10 000 hommes et de 50 canons, La Palice et le roi de Navarre décident de faire le siège de Pampelune, afin de couper l'avancée de l'infanterie du duc d'Albe. Ce dernier, qui a réussi à déjouer les plans de ses adversaires, a envahi depuis Saint-Jean-Pied-de-Port toute la Haute et Basse Navarre. Chargé de reconquérir le royaume de Navarre, La Palice se borne à exécuter les ordres de Louis XII qui s'engage à garder auprès de lui, à Blois, la reine Catherine de Navarre. La campagne se termine par un échec et Jean III d'Albret perd la souveraineté de ses territoires situés au-delà des Pyrénées au profit de l'Espagne victorieuse qui achève ainsi son unité territoriale.
En Italie, sur la question du territoire conquis, des désaccords fondamentaux apparaissent. Jules II et les Vénitiens insistent pour que Sforza soit autorisé à conserver le duché de Milan. Au lieu de cela, l'empereur Maximilien et le roi Ferdinand d'Espagne conspirent pour installer l'un de leurs cousins. Le pape demande l'annexion immédiate de Ferrare aux États pontificaux, mais le roi Ferdinand s'oppose à cet accord, voulant un duché de Ferrare indépendant pour contrer le pouvoir pontifical grandissant. La position de Maximilien envers Venise pose le plus de problème, l'Empereur refuse de renoncer à tout territoire impérial, qui à ses yeux inclut la majeure partie de la Vénétie. À cette fin, il signe un accord avec le pape pour exclure totalement Venise de la partition finale. Quand la République objecte, le pape menace de relancer la Ligue de Cambrai contre elle. En réponse, Venise se tourne vers le roi Louis XII. Le 23 mars 1513, un traité promettant le partage complet de l'Italie du Nord entre la France et la République est signé à Blois.

## L'alliance franco-vénitienne

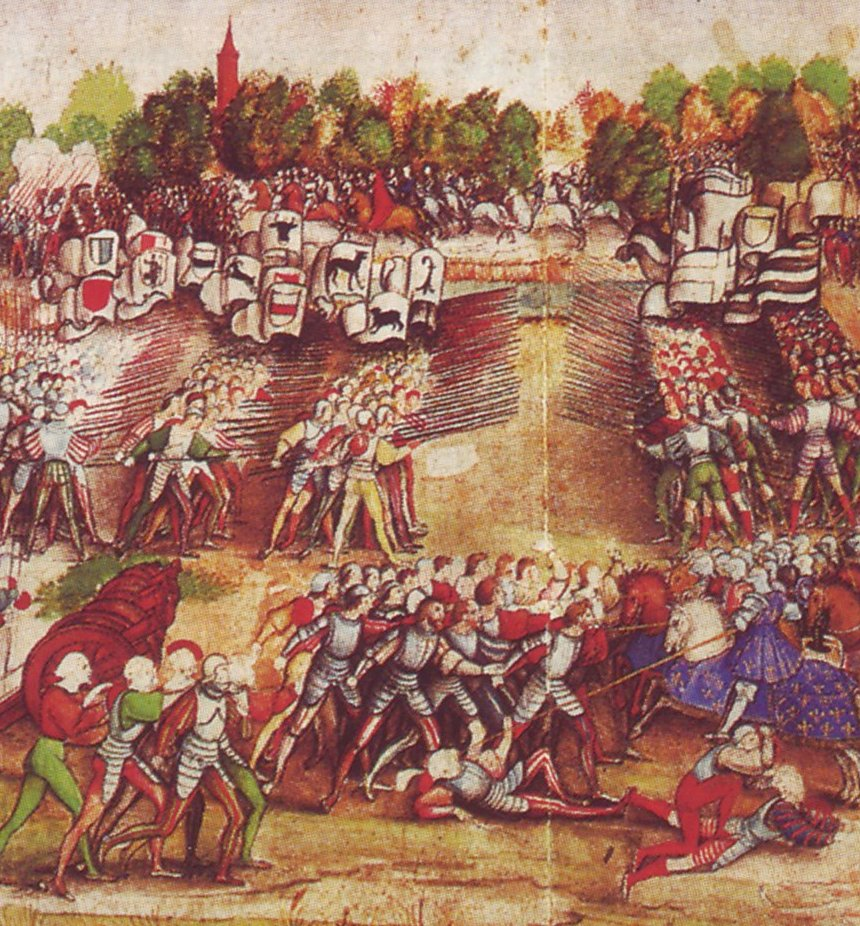
En 1515, l'alliance franco-vénitienne vainquit de manière décisive la Sainte Ligue lors de la bataille de Marignan.

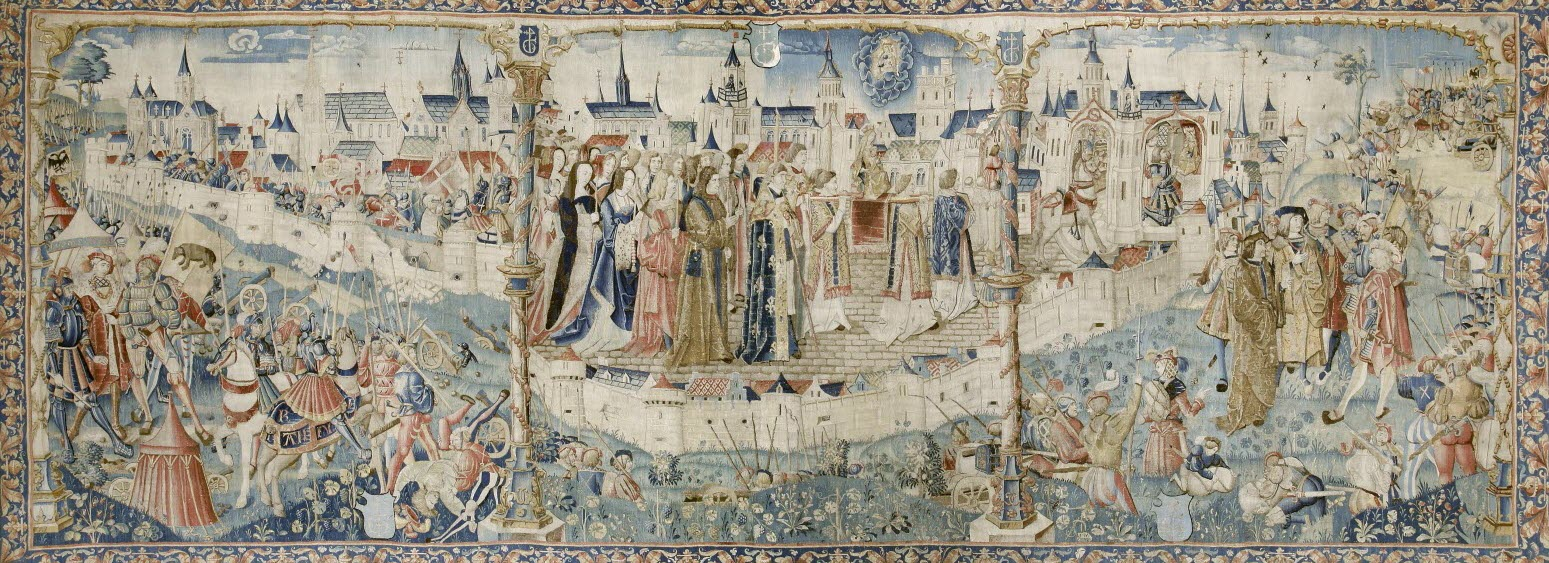
Le Siège de Dijon par les Suisses en 1513

À la fin du mois de mai 1513, une armée française commandée par Louis II de La Trémoille traverse les Alpes et avance sur Milan. Au même moment, Bartolomeo d'Alviano et l'armée vénitienne marchent vers l'ouest depuis Padoue. L'impopularité de Sforza, considéré par les Milanais comme un pantin aux mains des mercenaires suisses, permet aux Français de rencontrer peu de résistance au cours de leur avancée en Lombardie. Trémoille, ayant pris Milan, assiège le reste des troupes suisses à Novare. Le 9 juin, les Français sont attaqués par une armée de secours suisse lors de la bataille de Novare et ils sont mis en déroute malgré leur supériorité numérique. Des détachements de l'armée suisse poursuivent les Français en fuite à travers les Alpes et atteignent Dijon et y mettent le siège avant d'être soudoyés pour obtenir leur départ. Cet épisode est représenté et commémoré par la tapisserie Le Siège de Dijon par les Suisses en 1513.
La défaite à Novare inaugure une série de défaites pour l'alliance française. Les troupes anglaises, commandées par Henri VIII, attaquent La Palice lors de la bataille de Guinegatte (6 août 1513), dispersent les forces françaises, et mettent à sac Thérouanne. En Navarre, la résistance à l'invasion du roi Ferdinand est anéantie. Ce dernier consolide rapidement son autorité sur la région et entreprend de soutenir une nouvelle offensive anglaise en Aquitaine. Jacques IV d'Écosse envahit alors l'Angleterre à la demande du roi Louis XII, mais il ne réussit pas à détourner l'attention d'Henri VIII de la France. Sa mort, ainsi que la défaite désastreuse des Écossais lors de la bataille de Flodden Field, le 9 septembre 1513, met fin à la courte participation de l'Écosse à la guerre.
Pendant ce temps, Alviano, laissé inopinément sans soutien français, se retire en Vénétie, poursuivi de près par les troupes espagnoles de Raimond de Cardona. Alors que les Espagnols sont incapables de prendre Padoue en raison d'une résistance déterminée de Venise, ils pénètrent profondément en territoire vénitien et à la fin septembre ils sont en vue de la ville de Venise. Cardona tente de bombarder la cité, ce qui est particulièrement inefficace puis n'ayant pas de navires en sa possession pour traverser la lagune, il repart pour la Lombardie. Alviano, dont les troupes se sont renforcées de centaines de volontaires de la noblesse vénitienne, poursuit Cardona et l'affronte le 7 octobre lors de la bataille de Vicence. L'armée vénitienne est vaincue de manière décisive, et de nombreuses personnalités de la noblesse vénitienne sont tuées alors qu'elles tentent de s'échapper.
Toutefois, la Sainte Ligue est incapable de donner une suite décisive à ces victoires. Cardona et Alviano continuent à s'affronter au cours d'escarmouches dans le Frioul de la fin 1513 à 1514 ce qui ne donne aucun résultat réel, Cardona demeurant incapable de prendre le dessus. Henri VIII ne réussissant pas non plus de son côté à conquérir de territoires, il conclut une paix séparée avec la France. Enfin, la mort de Jules II laisse la Ligue sans chef réel, son successeur Léon X étant moins préoccupé par les affaires militaires.
Le décès de Louis XII le 1er janvier 1515 amène François Ier sur le trône de France. Ayant pris le titre de duc de Milan lors de son couronnement, François Ier entreprend immédiatement de réclamer ses possessions italiennes. En juillet, il constitue une armée dans le Dauphiné. Des forces composées de suisses et troupes pontificales partent de Milan vers le nord pour bloquer les cols alpins, mais le roi François Ier, suivant le conseil de Jacques de Trivulce, évite les principaux cols et passe par la vallée de la Stura. L'avant-garde française surprend la cavalerie milanaise à Villafranca Piemonte, et fait prisonnier Prospero Colonna. Entretemps, François Ier et le corps principal de l'armée française affrontent les Suisses au cours de la bataille de Marignan le 13 septembre. Les Suisses progressent dans un premier temps, mais la supériorité de la cavalerie et de l'artillerie françaises combinée à l'arrivée opportune d'Alviano, qui a pu éviter l'armée de Cardona à Vérone, permet aux Français et aux Vénitiens, le 14 septembre au matin, d'emporter une victoire décisive du point de vue stratégique.

## Les conséquences
Après la défaite de Marignan, la Ligue n'a plus ni la capacité ni la volonté de poursuivre la guerre. François Ier marche sur Milan, prend la ville le 4 octobre et chasse ainsi Sforza du trône. En décembre, il rencontre Léon X à Bologne. Le pape, abandonné par le reste de ses mercenaires suisses, livre Parme et Plaisance à la France et Modène au duc de Ferrare. Léon X reçoit en retour la garantie de non-ingérence française dans son projet d'attaque du duché d'Urbin.
En mars 1516, peu après la mort de Ferdinand le Catholique, le roi de Navarre Jean III tente de reconquérir son royaume mais son avancée est aussitôt interrompue par la défaite de son second le maréchal Pierre de Navarre dans la vallée de Roncal. Jean III meurt à son tour en juin.
Finalement, le traité de Noyon, signé par François Ier et le nouveau roi d'Espagne Charles Ier en août 1516, reconnaît les revendications françaises sur Milan et les revendications espagnoles sur Naples et la Navarre, mettant fin à la participation de l'Espagne dans la guerre.
Maximilien Ier du Saint-Empire ne se conforme pas au traité, faisant alors une nouvelle tentative pour envahir la Lombardie. Son armée ne réussit pas à atteindre Milan et il s'en retourne, entamant alors des négociations avec François Ier en décembre 1516. Le traité de Bruxelles qui en résulte non seulement confirme l'occupation française de Milan, mais confirme également les revendications vénitiennes sur les possessions impériales de Lombardie (à l'exception de Crémone), mettant ainsi effectivement un terme à la guerre avec un retour au statu quo de 1508. La paix ne dure cependant que quatre ans, l'élection de Charles Quint comme Empereur du Saint-Empire romain germanique en 1519 poussant François Ier, qui souhaitait lui-même devenir empereur, à commencer les guerres italiennes de 1521-1526. Ces guerres ainsi relancées se poursuivent, sans interruption notable, jusqu'en 1530.